# Aurélien Taché
Pour les articles homonymes, voir Taché.
Aurélien Taché, né le 26 mai 1984 à Niort (Deux-Sèvres), est un homme politique français.
Il est d'abord engagé au Parti socialiste (PS) et occupe le poste de conseiller auprès des ministres du Logement Sylvia Pinel et Emmanuelle Cosse.
Après avoir rejoint La République en marche (LREM), il est élu député aux élections législatives de 2017 dans la dixième circonscription du Val-d'Oise.
À l'Assemblée nationale, il est notamment rapporteur de la loi « pour la liberté de choisir son avenir professionnel », sur le volet de l'assurance chômage.
En 2020, en désaccord avec l’orientation que prend la politique gouvernementale, il quitte LREM et cofonde le nouveau groupe Écologie démocratie solidarité, puis fonde le parti Les Nouveaux Démocrates (LND) qu'il copréside avec Émilie Cariou. Il est réélu en 2022 avec l'étiquette de la Nouvelle Union populaire écologique et sociale (NUPES). LND fusionne ensuite avec Europe Écologie Les Verts (EELV). Il est ensuite exclu de EELV en mars 2024 après avoir officialisé son soutien à LFI aux européennes.
En juin 2024, il est candidat LFI du Nouveau Front Populaire pour représenter la dixième circonscription du Val-d'Oise, et est réélu avec 69,62 % des voix face à Lisbeth Macé (RN).

## Famille, études et parcours professionnel
Aurélien Taché est né d'une mère agent des services hospitaliers (ASH) et d'un père agent public local. Un de ses grands-pères était résistant communiste et passionné d'histoire. Il quitte le cursus général en troisième et commence alors un apprentissage en plomberie,.
À 19 ans, il s'engage dans des études de droit public à l’université de Limoges grâce à une capacité en droit. Au cours de ses études, il est président de l’UNEF Limoges.
En 2010, Il réussit le concours d'attaché territorial. 
Après une expérience de conseiller technique au ministère du Logement, il rejoint le Groupe SOS, au sein du cabinet de Jean-Marc Borello et, à partir de novembre 2016, en tant que délégué régional pour l’Île-de-France,.

## Parcours politique

### Débuts au Parti socialiste
Il s'engage au sein du Mouvement des jeunes socialistes (MJS) lors de ses études à Limoges. Il indique avoir reçu une formation idéologique « socio-démocrate [sic] sur le fond mais mouvementiste sur la forme ». Son engagement à l'UNEF le conduit à aller manifester en Hongrie contre Viktor Orbán et en Tunisie après l’assassinat de Chokri Belaïd. Tout en effectuant ses études de droit à Limoges, il côtoie la « bande de Poitiers » (Stéphane Séjourné, Sacha Houlié, Pierre Person, Guillaume Chiche), à laquelle il est parfois rattaché. Après avoir quitté Limoges pour Paris, il intègre le secrétariat fédéral parisien du Parti socialiste (PS), chargé des questions de la lutte contre l'exclusion. Il figure en position non éligible sur une liste PS lors des élections municipales de 2014 à Paris.
Il commence sa carrière comme collaborateur chargé des déplacements de Jean-Paul Huchon, président du conseil régional d'Île-de-France[Quand ?]. 
Nommé au conseil régional d’Île-de-France en 2014, il est chargé de mission à la lutte contre les exclusions.
Il devient, en 2014, conseiller auprès de la ministre du Logement Sylvia Pinel, et conserve ce poste auprès d'Emmanuelle Cosse. Il confiera plus tard que la nomination de Manuel Valls comme Premier ministre « a été pour [lui] très compliqué[e] » en raison de ses divergences avec lui. Il est chargé des dossiers relatifs à l’hébergement des sans-abris, du logement des personnes défavorisées, de l’habitat des gens du voyage, et de l’accueil des réfugiés. L'exercice de cette fonction coïncide avec la crise migratoire : il est notamment amené à traiter l'évacuation de la « jungle de Calais ».

### Départ pour En marche! (2017)
Hostile au projet avorté de réforme de la déchéance de la nationalité française, il rejoint En marche !,. Il contribue à l’élaboration du programme présidentiel d’Emmanuel Macron sur la lutte contre la pauvreté. Il se dit convaincu par les « idées fortes » portée par En marche ! « contre les inégalités de parcours et de destin ». Il indique avoir quitté le PS en 2017.

### Élection comme député du Val d'Oise (2017)

#### Élection en tant que député LREM
Aurélien Taché est élu député dans la dixième circonscription du Val-d’Oise, lors des élections législatives de 2017, sous les couleurs de La République en marche : il l'emporte avec 59 % des voix au second tour face à Katia Noin-Ledanois (La France insoumise).
Le Monde indique au début de la mandature qu'il fait partie d'une petite dizaine de députés qui forment « la garde avancée d’Emmanuel Macron, au palais Bourbon comme dans les médias. Des janissaires dévoués corps et âme au chef de l’État, qui ne dépendent que de lui, ne rendent de comptes qu’à lui ». L'Obs indique en 2018 que « de par son parcours singulier, ses idées propres et son franc-parler, le jeune parlementaire s'est forgé une réputation d'homme libre… et parfois clivant ». Il se réclame du « libéralisme culturel » et se définit comme « progressiste », « même si le terme ne lui convient pas entièrement » selon L'Obs. Marianne estime qu'il « promeut sans complexe des idées libérales qu'il mêle au multiculturalisme « inclusif » venu des États-Unis ». En 2019, il lance, avec Jean-Pierre Mignard et Paula Forteza, le mouvement « Hypérion » qui vise, selon ses termes, à « incarner la sensibilité de la gauche démocrate » au sein de la majorité,.
Après l'élection de Richard Ferrand comme président de l'Assemblée nationale en septembre 2018, il soutient Laetitia Avia pour lui succéder à la présidence du groupe LREM.
À partir de janvier 2019, il coanime le pôle idées de LREM avec Marlène Schiappa,. Au sein du parti, il est l’un de ceux à avoir porté la proposition de mise au vote des orientations et du projet, ce qui n'est pas retenu par la direction.
En 2019, il défend le projet de réforme des retraites du gouvernement.
En mars 2020, réagissant aux propos de Caroline Fourest, il affirme le droit de pouvoir « soutenir la pensée décoloniale sans être taxé d'indigénisme » ; plusieurs députés LREM tels que Blandine Brocard, Bruno Questel, François Jolivet, Jean-Baptiste Moreau et Francis Chouat, expriment leur désaccord avec lui.

#### Départ de LREM
Aurélien Taché quitte LREM deux mois plus tard, lui reprochant de ne pas avoir su incarner « les aspirations populaires écologiques et de solidarité » et déplorant notamment que « l'ouverture » du parti ne se soit « faite que vers la droite ». Il continue de soutenir la majorité gouvernementale mais regrette en particulier deux lois : la loi asile et migration et la loi « anticasseurs ». Il déclare qu'il « ne [sera] pas dans l'opposition » et que « s'il faut choisir, [il sera] dans la majorité ». Il est membre du groupe Écologie démocratie solidarité à l'Assemblée nationale, puis devient non-inscrit lorsque celui-ci disparaît en octobre 2020, faute d'un effectif suffisant.
Il soutient Éric Piolle pour le premier tour de la primaire présidentielle de l'écologie de 2021 puis Yannick Jadot pour le second.

### Réélection en tant que député NUPES (2022)
Élu député du Val-d’Oise en juin 2017 sous l'étiquette La République en marche, Aurélien Taché démissionne en 2020, fonde le parti Les Nouveaux Démocrates et crée le groupe Écologie démocratie solidarité. Après la disparition de ce groupe, il rejoint le Pôle écologiste et est présenté en tant que candidat député sortant sous l'étiquette NUPES dans la dixième circonscription du Val-d'Oise, candidature cible d'une farouche contestation.
Il est reconduit par les électeurs de la 10e circonscription du Val d'Oise pour un deuxième mandat.
Il obtient la fusion des Nouveaux Démocrates au sein d'Europe Écologie Les Verts en octobre 2022. Il apporte alors son soutien à la motion de Sophie Buissière en amont du congrès du parti.
Décrit comme un « caméléon politique », Aurélien Taché annonce en mars 2024 son soutien à La France insoumise pour les élections européennes. Ce soutien public lui vaut une procédure au sein des Écologistes qui pourrait aboutir à une exclusion. Il est alors proche de Jean-Luc Mélenchon, en dépit du fait qu'il l'avait « vertement critiqué » par le passé.

### Rupture avec Les Écologistes (2024)
Aurélien Taché, qui avait rejoint EELV en octobre 2022, rompt, en mars 2024, avec le parti écologiste en exprimant des désaccords stratégiques avec sa direction. Il critique notamment le fait que le mouvement ne suive pas la voie d'un « parti de masse » et ne représente pas l'écologie populaire qu'il envisageait. Dans une interview au Parisien, il précise que son soutien à la candidate insoumise aux élections européennes de 2024 s'explique par son attachement au programme de la Nouvelle Union populaire écologique et sociale (Nupes). Malgré cette suspension, Aurélien Taché reste au sein du groupe écologiste à l'Assemblée nationale. La présidente du groupe, Cyrielle Chatelain, exprime son souhait qu'il y demeure. Désormais proche de Jean-Luc Mélenchon qu'il a pourtant déjà critiqué par le passé, Aurélien Taché soutient que son discours n’a, selon lui, « jamais varié » malgré ses nombreux changements d'affiliation politique au fil des années.

## Activités au parlement
Il est rapporteur de la loi « pour la liberté de choisir son avenir professionnel » sur le volet de l'assurance chômage, promulguée le 5 septembre 2018.
En juin 2018, il dépose avec succès un amendement au projet de loi « avenir professionnel » contraignant les plateformes telles que Deliveroo, Foodora ou Uber à rédiger une « charte sociale » visant à définir « les modalités permettant d'assurer aux travailleurs un revenu d'activité décent », établir « des mesures de prévention des risques professionnels auxquels les travailleurs peuvent être exposés » ou encore garantir qu'ils puissent exercer sur plusieurs plateformes à la fois : si Aurélien Taché évoque « une forme de dumping social par le haut » et estime que « ce système pourra donner moins de raisons à un juge de requalifier un travailleur indépendant en salarié, car il aura déjà les protections nécessaires à son statut », Marianne indique alors que « les syndicats craignent une consécration de la "zone grise" entre travailleurs indépendants et salariés ». Libération considère que la loi « les protégera alors de tout risque de requalification de ces travailleurs en salariés », et souligne que « l’amendement n’est pas très contraignant : les plateformes ne sont pas obligées de déposer une charte, et si elles le font, elle sera propre à chacune d’entre elles ». L’amendement est vivement critiqué par les partenaires sociaux, autant de la part des syndicats que des organisations patronales.
Il dépose également un amendement qui lie la mise en place d'un bonus malus sur les cotisations patronales et la révision des règles de cumul emploi-chômage, que la ministre Muriel Pénicaud lui demande de retirer.

## Prises de position

### Hijab et laïcité
Très engagé sur les sujets liés à la laïcité, Aurélien Taché fait partie d'un groupe de travail de députés LREM sur l'islam et figure parmi les partisans d’une laïcité ouverte et « inclusive »,,. Il obtient l'abandon du projet d'interdiction du port de signes religieux ostensibles aux accompagnateurs de sorties scolaires, contre le souhait du ministre Jean-Michel Blanquer.
Au printemps 2018, il prend la défense de Maryam Pougetoux, responsable de l'UNEF alors critiquée pour son port du voile. En septembre 2018, son collègue François Cormier-Bouligeon l'accuse publiquement de défendre « des positions plus proches du communautarisme que de la laïcité ».
Début 2019, il défend la commercialisation du « hidjab de running ».
Le 2 mars 2019, dans l'émission C l'hebdo sur France 5, il tient les propos suivants : 

« Vous me posez la question pour une jeune fille de douze ans qui porterait le voile et serait élevée dans une famille musulmane. Est-ce que vous me poseriez la question sur une famille catholique, une jeune fille à qui on mettrait un serre-tête ? Bien sûr que non. »

Son intervention soulève une large réprobation, y compris au sein de son parti. La secrétaire d'État, Marlène Schiappa, déclare notamment « qu'aucune femme dans le monde [ne] sera lapidée parce qu'elle ne porte pas un serre-tête ». Marianne relève que la polémique sur ses propos « coupe LREM en deux camps opposés sur la laïcité et le voile » et qu'Aurélien Taché recueille alors le soutien de Sacha Houlié. Aurélien Taché déclare ensuite que « cet exemple a été mal compris » et « présente donc [ses] excuses à ceux que ces propos auraient pu blesser ». Ses propos sont débattus au bureau exécutif de LREM du 4 mars 2019. À l'issue de celui-ci, le parti décide de ne pas sanctionner Aurélien Taché, mais d'organiser un débat interne le 20 mars 2019 sur la laïcité.
En octobre 2019, il critique les propos du ministre de l’Éducation Jean-Michel Blanquer, qui s'était déclaré opposé à ce que des femmes voilées puissent accompagner les élèves lors de sorties scolaires, et fait un parallèle avec le comportement de Julien Odoul, un responsable du RN qui s'en était pris à une femme voilée. En réponse, Jean-Michel Blanquer exige la saisie de la commission des conflits de LREM et demande des sanctions contre Aurélien Taché. Stanislas Guerini, délégué général de LREM, saisit la « cellule médiation » du parti : Aurélien Taché présente ses excuses à Jean-Michel Blanquer lors de leur rencontre.

### Immigration
En février 2018, il remet au Premier ministre Édouard Philippe un rapport sur la « refonte » de la politique d’accueil et d’accompagnement des étrangers en France ; il estime qu'un nombre suffisant de ses propositions sont reprises par le gouvernement « pour considérer que ça n'aura pas été vain »,. Dans le même temps, dans le cadre de l'examen du projet de loi pour une immigration maîtrisée, un droit d'asile effectif et une intégration réussie, il porte des amendements, assez populaires au sein du groupe LREM, visant à faciliter l'accès des demandeurs d'asile au marché du travail et à des cours de langue française. En octobre 2018, dans le cadre de l'examen du projet de loi de finances pour 2019, il fait adopter une proposition développée dans son rapport, à savoir la mise en place d'un crédit d’impôt pour les personnes hébergeant des réfugiés (incitation financière de 5 euros par nuitée, dans la limite de 1 500 euros par an et avec un encadrement par des associations agréées), alors que le gouvernement n'y est pas favorable,. Le Sénat supprime cet amendement en décembre 2018, à la demande du gouvernement.

### Opposition à la proposition de loi «anticasseurs»
En février 2019, il est le premier à annoncer son intention de s’abstenir sur la proposition de loi « anticasseurs ».

### Légalisation du Cannabis
En juin 2019, il signe un appel publié dans L'Obs pour « légaliser le cannabis, qu’il soit utilisé à des fins thérapeutiques comme récréatives ».

### Transfert de la souveraineté à l'Union européenne
En décembre 2018, Aurélien Taché affirme que le programme de LREM pour les élections européennes de 2019 est de « transférer une grande partie de la souveraineté nationale au niveau européen » et se dit « totalement pour qu’on transfère la souveraineté de la France au niveau européen »,. Il appelle également à accepter une des conditions imposées par l'Allemagne pour avancer « sur le budget de la zone euro », à savoir que « la France laisse son siège au conseil de sécurité de l'ONU ».

## Controverses et condamnations

### Absentéisme et «démission» de la commission des affaires sociales
Membre de la commission des Affaires sociales à l'Assemblée, il est le coordinateur du groupe LREM au sein de celle-ci jusqu'en janvier 2018. Il démissionne de cette fonction en indiquant avoir « sous-estimé l'aspect technique et surestimé l'aspect politique de la fonction ». Contexte indique que lui et Valérie Oppelt, qui a démissionné du même poste à la même période, « ont en réalité été débarqués car ils ne donnaient pas satisfaction », selon « plusieurs sources au sein du groupe LREM ». De son côté, L'Obs indique qu'« en réalité, plusieurs élus de son parti l'ont pris en grippe ». Selon Manon Rescan, journaliste au Monde, c'est Richard Ferrand, alors président du groupe, qui décide de lui retirer cette fonction, lui reprochant « d'être un peu trop franc-tireur ».
Le 2 mai 2019, il est sanctionné pour absentéisme et voit son indemnité parlementaire diminuer de 25 % pour le mois d'avril. Fait rarissime, il s'est absenté aux quatre sessions de la commission des Affaires sociales du mois d'avril,.
En mai 2020, alors que la majorité rejette la proposition du groupe parlementaire La France insoumise de créer un Pôle public du médicament dans le but d’éviter de futures pénuries, Mediapart indique qu'Aurélien Taché s'est « contenté de demander un énième rapport, cette fois sur l’impact des incitations fiscales à la recherche et à la production ».

### Affaire de l'adolescente tondue
En août 2020, il accuse le gouvernement d'entretenir « la haine anti-musulmane », à la suite de la décision d'expulser de France une famille bosniaque jugée coupable de séquestration et d'actes de violences sur leur fille adolescente, alors qu'elle envisageait d'épouser un garçon serbe chrétien. Celui-ci dénonce une « réhabilitation de la double peine ». Marlène Schiappa réagit en déplorant son absence de soutien à la jeune fille victime. Selon elle, Aurélien Taché recourt à « une logique identitaire » qui « est celle de l'extrême droite ». La prise de position d'Aurélien Taché conduit selon-lui à l'annulation à la dernière minute de son intervention prévue sur les discriminations à l'université d'été du PS ; il accuse alors le Printemps républicain, auquel il s'oppose régulièrement sur Twitter, d'avoir pesé dans son éviction, ce dont le mouvement se défend.

### Condamnation aux prud'hommes
Le 21 décembre 2023, il est condamné aux prud'hommes à payer près de 10 000 euros à son ex-assistante parlementaire, pour violation du droit du travail. Aurélien Taché a refusé de se présenter au procès.

### Alcoolisme et violence
Poursuivi pour outrage et violence par personne en état d'ivresse, il est condamné en septembre 2022 à 5 000 euros d'amende à Niort pour avoir insulté des policiers qui intervenaient après une bagarre dans laquelle il était impliqué dans un bar niortais en février,. Le député en état d'ivresse aurait également tenu des propos arrogants : « J’ai des copains au ministère, j’ai une immunité parlementaire. ». Sur les neuf policiers qui se sont constitués partie civile, sept se voient octroyer 250 euros au titre de dommage et intérêt en réparation de préjudice pour outrage et un autre 500 euros.
En décembre 2022, l'homme politique « totalement saoul » aurait « profondément perturbé la représentation » d'une pièce de théâtre en « parlant fort, applaudissant de manière absurde, invectivant le comédien » Patrick Mille. Le député Aurélien Taché aurait continué jusqu'à ce que le comédien « s'interromp(e) et lui demande de sortir »,. Selon le metteur en scène, Aurélien Taché aurait ensuite « lamentablement menacé le régisseur de représailles ». La présidente du groupe écologiste, Cyrielle Chatelain, « choquée », évoque des « sanctions éventuelles » à prendre contre Aurélien Taché,.

## Ouvrage
- Aurélien Taché, Voyage d'un homme libre au pays de l'absolutisme, Paris, Seuil, 21 janvier 2022, 224 p. (ISBN 2021495310, EAN 9782021495317)